# Phrygia
Vào thời cổ đại, Phrygia (tiếng Hy Lạp cổ: Φρυγία, Phrygía; tiếng Thổ Nhĩ Kỳ: Frigya) là một vương quốc ở phía tây miền trung Anatolia (Tiểu Á), ngày nay thuộc phần lãnh thổ Thổ Nhĩ Kỳ ở châu Á, có trung tâm tại vùng sông Sangario.
Thần thoại Hy Lạp có đề cập đến một số vị vua Phrygia huyền thoại: 
- Midas, người biến bất cứ thứ gì chạm vào thành vàng.
- Mygdon, người đã chiến đấu với các chiến binh Amazon.
- Phineus, vị vua có tài tiên tri nhưng bị mù.

Theo sử thi Iliad của Homer, người Phrygia đã tham gia cuộc chiến thành Troia với tư cách đồng minh thân cận của người Troia, cùng chiến đấu chống lại quân Achaean. Vương quốc Phrygia đạt đến đỉnh cao quyền lực vào cuối thế kỷ thứ 8 trước Công nguyên dưới thời trị vì của Midas. Nhà vua không chỉ thống lĩnh hầu hết miền tây và miền trung Anatolia mà còn cạnh tranh với Assyria và Urartu để giành quyền lực ở đông Anatolia. Tuy nhiên, Midas cũng là vị vua cuối cùng của nước Phrygia độc lập trước khi kinh thành Gordium bị người Cimmeria cướp phá vào khoảng năm 695 trước Công nguyên. Phrygia sau đó bị lệ thuộc vào Lydia, Ba Tư, rồi đến Alexander Đại đế, Pergamon, Đế quốc Roma và Đế quốc Byzantium. Văn hóa Phrygia dần dần bị đồng hóa vào các nền văn hóa khác vào đầu thời trung cổ. Sau cuộc chinh phạt Anatolia của người Turk thì tên gọi "Phrygia" cũng biến mất khỏi bản đồ.

## Nguồn gốc

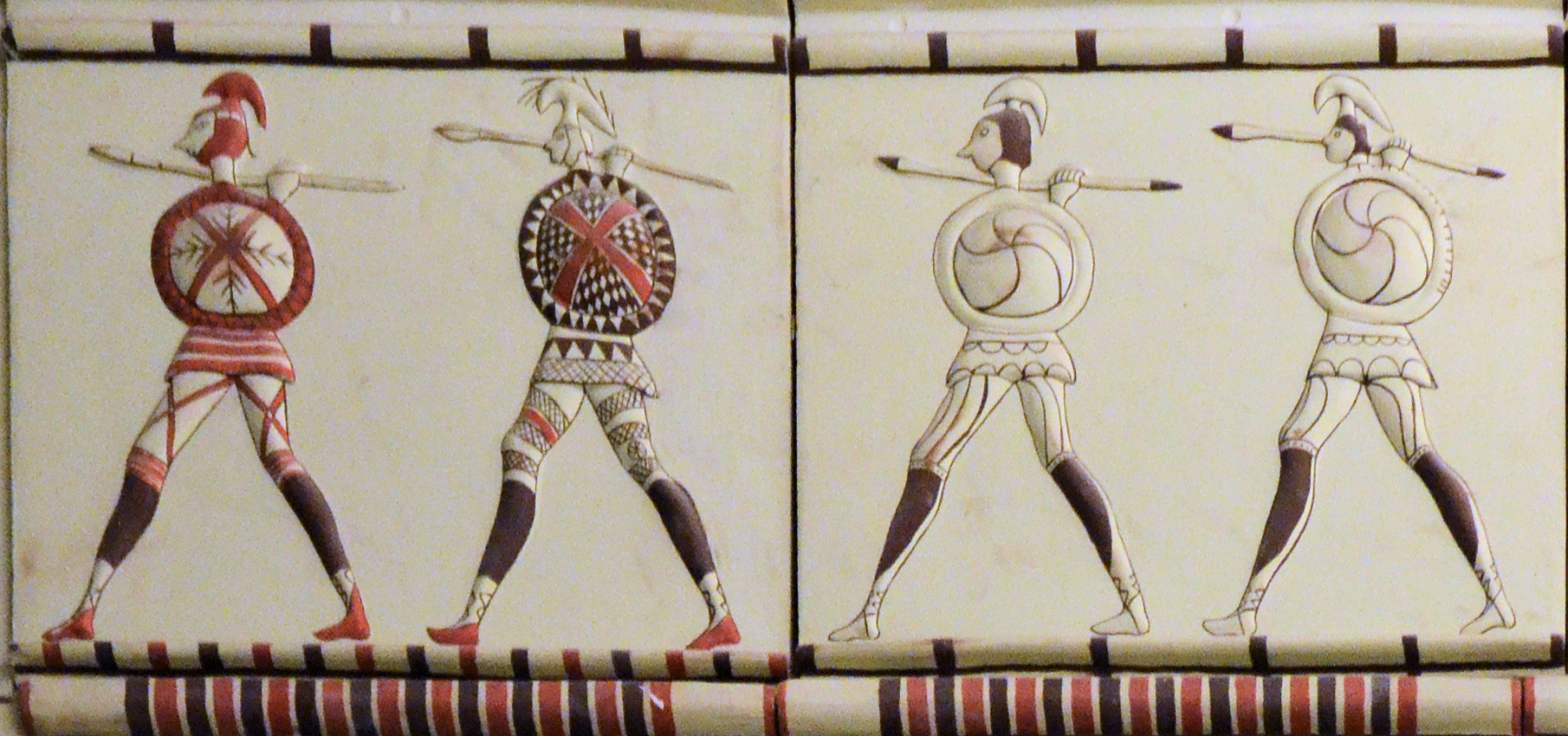
Chiến binh Phrygia